# Édouard de Gueldre
Édouard de Gueldre, dit « le Gros », né le 12 mars 1336 et mort le 24 août 1371, fut duc de Gueldre et comte de Zutphen de 1361 à 1371.

## Biographie
Il était le fils cadet de Renaud II, duc de Gueldre et comte de Zutphen, et de sa seconde femme, Aliénor d'Angleterre, fille du roi Édouard II.
Soutenu dans ses prétentions par sa mère, il se lança dès 1350 dans une guerre civile dévastatrice contre son frère aîné, le duc Renaud III, pour le contrôle du duché de Gueldre. Édouard prit ainsi la tête de la faction de Bronkhorster (civile) contre celle de Heekeren (aristocratique), qui fut défaite en 1361, lorsque Édouard remporta la victoire à Tiel et fit prisonnier Renaud III. Il se proclama alors duc de Gueldre, détrônant son frère, et régna dix ans en dépit d'un contexte difficile. Il s'allia avec les évêques de Liège, ainsi qu'avec les ducs de Juliers et de Clèves. Le 24 août 1371, deux jours après qu'il fut venu au secours de son beau-frère et allié le duc Guillaume VI de Juliers dans la bataille de Baesweiler (actuellement en Allemagne), qui opposait le duché de Brabant (sous Venceslas Ier de Luxembourg, époux de Jeanne de Brabant) et le duché de Juliers, il trouva la mort, blessé par une flèche peut-être lancée par l'un de ses propres alliés.
Il est inhumé dans le monastère de Graefenthal.
Édouard avait été fiancé en 1368 à Catherine de Bavière, fille d'Albert Ier, duc de Bavière, et de Marguerite de Brzeg, mais il mourut alors qu'elle n'avait que 10 ans et Catherine se maria finalement en 1379 avec le neveu de son fiancé, Guillaume de Juliers, nouveau titulaire du duché de Gueldre. N'ayant donc jamais contracté d'union et n'ayant pas eu d'enfant, il ne laissait pas d'héritiers et son frère redevint duc à sa mort. Il devait toutefois lui-même décéder peu de temps après, le 4 décembre 1371, également sans enfants, ce qui provoqua une nouvelle guerre de Succession pour la Gueldre. La faction de Bronkhorster soutint la demi-sœur d'Édouard et Renaud, Marie, épouse de Guillaume VI de Juliers, et la faction Heerkeren leur demi-sœur Mathilde, épouse de Jean II, comte de Blois. En 1377, l'empereur Charles IV attribua le duché de Gueldre et le comté de Zutphen au fils de Marie, Guillaume de Juliers. Après sa défaite totale à la bataille de Hönnepel le 24 mars 1379, Mathilde renonça à ses prétentions sur Gueldre et Zutphen.